# طرحواره (روان‌شناسی)
در روان‌شناسی و علوم شناختی، یک طرحواره (به انگلیسی: Schema))، نمایانگر الگوهای فکری یا رفتاری است، که دسته‌های مختلف اطلاعات و روابط میان آن‌ها را سازماندهی می‌کند. همچنین طرحواره می‌تواند به عنوان یک ساختار روانی از ایده‌های پیش‌ساخته، یک چارچوب فکری برای ابعاد مختلف جهان یا سیستمی برای سازمان دادن و درک کردن اطلاعات جدید تعریف شود.
طرحواره می‌تواند بر توجه به دانش جدید و جذب آن تأثیر بگذارد: افراد غالباً تمایل به توجه به مسائلی دارند که متناسب با طرحوارهٔ آن‌ها باشد. همچنین تلاش می‌کنند که تضادها را به عنوان یک استثنا نسبت به پیش‌فرض فکری خود در نظر گرفته یا طوری آن‌ها را تحریف کنند که در قالب طرحواره‌شان بگنجد.
طرحواره تمایل دارد که بدون تغییر باقی بماند، حتی در مقابل اطلاعات متناقضی که دریافت می‌کند.
طرحواره به افراد در درک جهان و تغییرات مداوم محیطی کمک می‌کنند. افراد می‌توانند به سرعت مشاهدات جدید را با طرحوارهٔ خود تطبیق دهند و از این طریق از افکار پیچیده در موقعیت‌های مختلف بی‌نیاز شوند؛ چرا که در این هنگام، تنها افکار پیش‌فرض مورد استفاده است.
افراد از طرحواره برای سازماندهی دانش فعلی و ایجاد یک چارچوب برای آینده استفاده می‌کنند. روبریک، شناخت اجتماعی، تفکر قالبی، نقش‌های اجتماعی، جهان‌بینی و کهن‌الگوها از مثال‌های استفاده از طرحواره‌ها هستند. در نظریه رشد مرحله‌ای پیاژه، کودکان بر اساس درگیری‌هایی که تجربه می‌کنند، یک سری طرحواره برای خود می‌سازند، تا به آن‌ها در درک جهان کمک کند.

## تاریخچه
در کتاب نقد عقل محض، اثر ایمانوئل کانت، طرحواره‌ها (به ویژه «طرحواره‌های متعالی») بسیار حائز اهمیت هستند.
تحولات اولیهٔ این ایده در روان‌شناسی، با روانشناسان گشتالت و ژان پیاژه اتفاق افتاد. واژهٔ طرحواره، اولین بار در سال ۱۹۲۳ توسط ژان پیاژه معرفی شد. این مفهوم در روان‌شناسی و آموزش و پرورش توسط کارهای روان‌شناس انگلیسی، فردریک بارتلت، به شهرت رسید. همچین توسط ریچارد سی. اندرسون، به نظریهٔ طرحواره‌ها گسترش یافت. از آن زمان تا کنون، عبارات دیگری نظیر: چارچوب، تله، نمایشنامه و چشم‌انداز نیز برای توصیف آن استفاده شده‌است.

## پردازش طرحواره‌ای
به وسیلهٔ طرحواره، یک تکنیک اکتشافی برای رمزگذاری و بازیابی حافظه، بسیاری از موقعیت‌های روزمره نیازی به پردازش‌های زیاد و جدی ندارند. افراد می‌توانند به سرعت ادراکات و مشاهده‌های جدید را در قالب طرحوارهٔ خود گنجانده و بدون تلاش خاصی عمل کنند.
هرچند طرحواره می‌تواند بر به دست آوردن اطلاعات جدید تأثیر گذاشته و مانع آن شود. (تئوری مداخله) مانند وقتی که یک تفکر قالبی، باعث به وجود آمدن گفتمان‌ها و توقعات مغرضانه و متعصبانه از طریق به خاطر آوردن اتفاقی که هرگز رخ نداده می‌شود. چرا که آن اتفاق در چارچوب طرحوارهٔ فرد، قابل باورتر است. برای مثال اگر یک تاجر خوش‌لباس بر روی یک بی‌خانمان ژنده‌پوش چاقو بکشد، طرحوارهٔ شاهدان، آن‌ها را به سمتی سوق می‌دهد که به خاطر بیاورند، فرد بی‌خانمان چاقو کشیده‌است. این تحریف‌هایی که در حافظهٔ افراد رخ می‌دهد، اثبات شده‌است. (در قسمت تحقیقات پیشین ببینید)
طرحواره‌ها به یکدیگر مرتبط اند و چند طرحوارهٔ به ظاهر متناقض می‌توانند برای اطلاعات یکسان به کار گرفته شوند. تصور می‌شود که طرحواره‌ها اصولاً یک سطح فعال‌سازی دارند، اینکه در هنگام رویدادها کدام طرحواره انتخاب شود، بسته به عواملی نظیر فعال‌ساز آن لحظه، دسترسی‌پذیری، تقسیم‌بندی اولیه و احساسات دارد.
دسترسی‌پذیری به معنای آن است که یک طرحواره چقدر آسان به ذهن می‌آید، این امر بر اساس تجربیات شخصی تعیین می‌شود. این انتخاب به عنوان یک میانبر شناختی استفاده شده و اجازه می‌دهد دم دستی‌ترین توضیح برای دادهٔ جدید انتخاب شود.
با تقسیم‌بندی اولیه، یک محرک غیرقابل درک، فعال‌ساز کافی برای یک طرحواره مهیا می‌شود تا برای اطلاعات مبهم آتی استفاده شود. همچنین به نظر می‌رسد که این تقسیم‌بندی ناشی از محرک‌های زیرآستانه‌ای است، اما تأثیر آن به قدری زودگذر و لحظه‌ای است که تشخیص آن خارج از محیط آزمایشگاهی بسیار دشوار است.

## تحقیقات پیشین
مفهوم اصلی طرحواره، همان‌طور که در آزمایشات بارتلت ارائه و ثابت شده‌است، با حافظهٔ سازنده در ارتباط است.
نحوهٔ انجام آزمایشات بارتلت اینگونه بود که او به شرکت‌کنندگان اطلاعاتی می‌داد که با پیش‌زمینه‌های فرهنگی و توقعات آن‌ها نزدیک نبود، سپس با بررسی اینکه افراد چطور آن اطلاعات را به خاطر می‌آورند، بارتلت توانست نشان دهد که چگونه طرحواره‌ها و تفکرات قالبی نه تنها بر نوع تطبیق داده‌های جدید با افکار قبلی اثر می‌گذارند، بلکه در به خاطر آوردن آن‌ها در طی زمان نیز تأثیر دارند.
در یکی از معروف‌ترین تحقیقاتش، او از شرکت‌کنندگان خواست که داستان «جنگ روح‌ها»، که یکی از داستان‌های مشهور بومی آمریکاست، را بخوانند و تا چند سال بعد آن را چند بار به خاطر بیاورند. تمامی شرکت‌کنندگان جزئیات داستان را طوری تغییر داده بودند که نشان‌دهندهٔ هنجارهای فرهنگی خودشان و طرحواره‌شان بود. عواملی که بر به خاطر آوردن آن‌ها تأثیر می‌گذاشتند، عبارت بودند از:
- شرکت‌کنندگان برخی اطلاعات را که به نظر خودشان نامربوط بود، حذف می‌کردند.
- تغییر جزئیات یا توالی اتفاقاتی که یادآوری می‌شدند باعث می‌شد که تأکید و توجه از روی نقاط مهم داستان برداشته شده و بر نقاط دیگری قرار داده شود.
- عقلانی‌سازی: جزئیات و جنبه‌هایی از داستان که به نظر عقلانی نمی‌آمدند، بیرون انداخته می‌شدند و طوری توضیح داده می‌شدند که قابل درک و عاقلانه به نظر برسند.
- تغییرات فرهنگی: محتوا و سبک داستان‌ها طوری تغییر می‌کرد که در قالب پیش‌فرض فرهنگی شرکت‌کننده مناسب‌تر و منسجم‌تر باشد.

کارهای بارتلت نشان داد که نه تنها حافظهٔ بلندمدت ثابت و تغییرناپذیر نیست، بلکه مرتباً با تکامل طرحواره‌ها، تغییر می‌کند. از جنبه‌ای، این نظریه دیدگاه وجودگراها را پشتیبانی می‌کند که افراد حال و گذشته را، به‌طور مداوم در یک فرایند تطبیق روایت و استدلال می‌سازند و آنچه که به خاطر می‌آورند در واقع افسانه‌سازی از روایتی است که به آن‌ها اجازه می‌دهد گذشته را به عنوان سلسله اتفاقات منسجم و به‌هم‌پیوسته به یاد آورند؛ حتی با این وجود که بخش بزرگی از حافظه (چه بخش معنایی و چه بخش اپیزودیک) هرگز قابل بازگشت نیست.
کار دیوید راملهارت که درک روایت‌ها و قصه‌ها را توضیح می‌داد، گام بزرگی در ارتقا تئوری طرحواره‌ها بود. کارهای بیشتری توسط ویلیام بروئر روی مفهوم طرحواره‌ها صورت گرفت که نشان می‌داد تصورات طرحواره‌محور، از وجود داشتن یک شی، محرک کافی برای یک به‌یادآوری غلط بودند. در یک آزمایش به شرکت‌کنندگان گفته شد که در اتاقی با عنوان اتاق مطالعهٔ دانشگاهی، صبر کنند. سپس از از آن‌ها در مورد وسایل داخل اتاق سؤال شد. تعدادی از شرکت‌کنندگان به وجود تعدادی کتاب در آن اتاق اشاره کردند، چرا که تصور افراد از یک فضای دانشگاهی و مطالعاتی، با وجود کتاب در هم آمیخته‌است، اما در آن اتاق هیچ کتابی وجود نداشت. از همین رو، بروئر نتیجه گرفت که پیش‌فرض شرکت‌کنندگان در مورد فضای آکادمیک، مانع از به خاطر آوردن دقیق صحنه شده بود.
در دههٔ ۷۰ میلادی، ماروین مینسکی که یک مهندس کامپیوتر بود، تلاش می‌کرد ماشینی بسازد که توانایی‌های شبه‌انسانی داشته باشند. در همان زمان که وی در تلاش بود راه حلی برای سختی‌هایی که با آن‌ها مواجه می‌شد پیدا کند، به کارهای بارتلت برخورد و فهمید که اگر بخواهد ماشینی بسازد که مانند انسان‌ها رفتار کند، نیاز است تا ماشین‌ها از دانش قبلی و ذخیره‌شدهٔ خود برای حل کردن مسائل استفاده کنند. در عوض، او آنچه را که به عنوان سازه فریم شناخته می‌شود ایجاد کرد، تا بتواند استفاده از دانش را در ماشین‌ها نمایان سازد. او مفهوم دانش چارچوبی را به عنوان راهی برای تعامل با اطلاعات جدید ایجاد کرد. وی پیشنهاد کرد که اطلاعات گسترده و ثابت، به عنوان چارچوب ارائه می‌شوند، اما همچنین دارای شکاف‌هایی هستند که طیف وسیعی از مقادیر مختلف را می‌پذیرند؛ پس اگر جهان چیزی برای پر کردن شکاف نداشت، شکاف با مقدار پیش‌فرض خود پر می‌شود. به خاطر کار مینسکی، امروزه کامپیوترها تأثیر قوی‌تری بر روان‌شناسی دارند. در دههٔ ۸۰ میلادی، دیوید راملهارت، با گسترش ایدهٔ مینسکی، یک تئوری صریح روان‌شناسی ارائه داد.
راجر شانک و رابرت ابلسون، ایده‌ای را مطرح کردند که به عنوان یک دانش عمومی حاصل از توالی اتفاقات شناخته می‌شود. این کار منجر به بسیاری از مطالعات تجربی شد که نشان می‌دادند، ارائهٔ یک طرحوارهٔ مرتبط می‌تواند درک و فراخوانی را ارتقا دهد.

## اصلاحات
اطلاعات جدیدی که در قالب طرحواره قرار می‌گیرند به راحتی به خاطر سپرده شده و در جهان‌بینی افراد گنجانیده می‌شوند. هرچند هنگامی که دادهٔ جدید، در قالب طرحواره قرار نمی‌گیرد، اتفاقات دیگری رخ می‌دهد. معمول‌ترین واکنش در برابر آن، نادیده‌گرفتن یا به سرعت فراموش کردن دادهٔ جدید است. این اتفاق در قسمت ناخودآگاه مغز رخ می‌هد، چه بسا گاهی فرد دادهٔ جدید را حتی درک نمی‌کند. افراد گاهی ممکن است اطلاعات جدید را طوری تفسیر کنند که نیاز به کمترین تغییر در طرحوارهٔ خود داشته باشند. برای مثال، باب فکر می‌کند مرغ‌ها تخم نمی‌گذارند. یک بار او مرغی را در حال تخم‌گذاری می‌بیند. باب به جای اینکه آن قسمت از طرحواره‌اش که به او می‌گوید «مرغ‌ها تخم نمی‌گذارند.» را تغییر دهد، ترجیح می‌دهد باور کند که حیوانی که در حال تخم‌گذاری دیده یک مرغ واقعی نبوده. این یک نمونه از تعصب تأییدی است. تمایل به تنظیم استانداردهای دیگری به عنوان شاهد، که با انتظارات یک فرد در تناقض است. هرچند زمانی که دادهٔ جدید نمی‌تواند مورد چشم‌پوشی قرار گیرد، طرحوارهٔ فعلی باید تغییر کرده یا یک طرحوارهٔ جدید ایجاد شود.
ژان پیاژه (۱۹۸۰–۱۸۹۶) بیشتر برای کار خود در حوزهٔ ارتقا دانش انسانی شناخته می‌شود. او باور داشت که دانش بر اساس ساختارهای شناختی ساخته می‌شود و افراد با ذخیره‌سازی و جذب اطلاعات این ساختارهای شناختی را ارتقا می‌دهند.
تطبیق به معنی ایجاد یک طرحوارهٔ جدید است که با محیط جدید سازگارتر باشد. تطبیق همچنان می‌تواند به عنوان محدودیت گذاشتن بر طرحوارهٔ کنونی تفسیر شود. تطبیق هنگامی استفاده می‌شود که تشبیه (شبیه‌سازی) شکست بخورد. تشبیه به استفاده از طرحوارهٔ فعلی برای درک جهان اطراف گفته می‌شود. پیاژه معتقد بود، طرحواره بر زندگی روزمره اعمال می‌شود. از این رو افراد به‌طور طبیعی اطلاعات را تطبیق داده و تشبیه می‌کنند. برای مثال، اگر مرغی که در مثال قبلی گفته شد، پرهای قرمز داشته باشد، باب می‌تواند یک طرحوارهٔ جدید به وجود آورد که می‌گوید «مرغ‌های پرقرمز می‌توانند تخم بگذارند.» این طرحواره می‌توانند در آینده تغییر کرده یا از بین برود.
تشبیه در واقع استفادهٔ مجدد از طرحواره برای جاسازی درست اطلاعات جدید است. برای مثال، هنگامی که فردی، یک سگ ناآشنا را ببیند، به تکمیل طرحواره‌اش در مورد سگ‌ها می‌انجامد. هرچند اگر سگ رفتار عجیبی بروز دهد به طوری که دیگر شبیه سگ‌ها نباشد، از طریق تطبیق، طرحوارهٔ جدیدی برای آن سگ خاص، به وجود خواهد آمد.
با تطبیق و تشبیه به تعادل می‌رسیم. پیاژه توضیح می‌دهد که تعادل، به عنوان یک مرحلهٔ شناخت است که هنگامی متوازن می‌شود که طرحواره‌ها قادر به توضیح آنچه فرد می‌بیند و دریافت می‌کند، باشند. هنگامی که اطلاعات جدید هستند و در قالب طرحوارهٔ فعلی جا نمی‌گیرند، عدم تعادل رخ می‌دهد که در مراحل رشد کودک ناخوشایند هستند. رخ دادن عدم تعادل به آن معناست که فرد به ستوه آمده و تلاش می‌کند که انسجام ساختارهای شناختی خود را از طریق تطبیق بازیابد.
هنگامی که دادهٔ جدید دریافت می‌شود، شبیه‌سازی آن آغاز شده و تا زمانی که مغز متوجه شود که نیاز به تغییرات جدیدی وجود دارد ادامه می‌یابد، اما لااقل تا آن زمان کودک متعادل باقی می‌ماند. فرایند متعادل‌سازی، هنگامی است که فرد از تعادل به سمت عدم آن و برعکس حرکت می‌کند.

## طرحوارهٔ فردی
طرحواره برای هر فرد اینطور در نظر گرفته می‌شود، که در زمان حال وجود دارد و بر اساس تجربیات گذشته پایه‌ریزی شده. خاطره‌ها در پرتو خودپنداری هر فرد قاب‌بندی می‌شوند. برای مثال، افرادی که طرحوارهٔ مثبت دارند، خودخواسته تمایل به دریافت اطلاعات لذت‌بخش و نادیده‌گرفتن داده‌های ناخوشایند دارند. البته که دریافت اطلاعات لذت‌بخش و راضی‌کننده، با رمزگشایی عمیق و به‌خاطرآوری درست در تضاد است. حتی با وجود اینکه رمزگشایی برای بازخورد مثبت و منفی به یک اندازه قدرتمند است، اما احتمال به خاطر آوردن بازخوردهای مثبت بیشتر است. علاوه بر این، حتی خاطرات ممکن است مورد تحریف قرار گرفته تا دلپذیرتر شوند. برای مثال، افراد هنگام به خاطر آوردن نمراتشان، آن‌ها را بیشتر از واقعیت به خاطر می‌آورند. هرچند، هنگامی که افراد دیدگاه منفی نسبت به خود دارند، خاطرات به نحوی یادآوری می‌شوند که به طرحوارهٔ منفی اعتبار ببخشند. به عنوان مثال، افراد با عزت نفس پایین، مستعد به خاطر آوردن نکات منفی بیشتری، نسبت به نکات مثبت، در مورد خودشان هستند. بنابراین، حافظه تمایل به عملکرد جانبدارانه در مسیری دارد که طرحوارهٔ فرد را معتبر نشان دهد.
سه پیامد عمده از طرحواره‌های شخصی وجود دارد.
اول، اطلاعات در مورد فرد سریع‌تر و کارآمدتر پردازش می‌شوند، به خصوص اطلاعات ثابت.
دوم، شخص بیشتر اطلاعاتی را که مربوط به طرحواره شخصی باشد، بازیابی کرده و به یاد می‌آورد.
سوم، شخص تمایل به مقاومت در برابر اطلاعات محیطی دارد که با طرحواره‌اش در تناقض است. به عنوان مثال، دانشجویان دارای یک طرحواره خاص، هم‌اتاقی را ترجیح می‌دهند که با طرحوارهٔ آن‌ها سازگار باشد. دانشجویانی که هم‌اتاقی‌هایشان در تضاد با طرحوارهٔ آن‌ها هستند، احتمالاً تلاش می‌کنند که هم‌اتاقی جدیدی پیدا کنند. این قضیه یک نمونه از خودتاییدی است.
طبق تحقیقی که توسط آرون بک انجام شد، طرحواره‌های منفی که به‌طور خودکار فعال می‌شوند، تأثیر مهمی در ابتلا به افسردگی در افراد دارند. طبق گفته‌های روانشناسان کاکس، آبرامسون، دیواین و هالن، این طرحواره‌ها در اصل از همان نوع ساختارهای شناختی، مانند تفکر قالبی، هستند که توسط محققان مورد مطالعه قرار گرفته‌اند. (به عنوان مثال، هر دو به خوبی تمرین شده‌اند، به‌طور خودکار فعال می‌شون، تغییر هر دو دشوار است و بر روی رفتار، احساسات، قضاوت‌ها و پردازش مغرضانهٔ اطلاعات تأثیرگذار هستند)
طرحواره می‌تواند به خود را به پایداری برساند. طرحواره می‌تواند نقشی در جامعه را ارائه دهد که توسط یک تفکر قالبی به فرد خورانده شده. برای مثال، اگر مادری به دخترش بگوید که شبیه «تام‌بوی» ها به نظر می‌رسد، دختر با انجام کارهایی که او را به تام‌بوی‌ها شبیه‌تر می‌کند، به این حرف واکنش می‌هد. حال اگر مادر به دخترش بگوید که او شبیه پرنسس‌هاست، احتمالاً دختر کارهای زنانه‌تری را انتخاب خواهد کرد. این یکی از مثال‌های به پایداری رسیدن طرحواره است، که فرد به جای انتخاب آنچه می‌خواهد، کاری را انجام می‌دهد که از او انتظار می‌رود.

## طرحواره‌درمانی
طرحواره‌درمانی، توسط جفری یانگ ابداع شده‌است و یک نسخهٔ ارتقایافته از رفتاردرمانی شناختی است، که به‌طور ویژه برای درمان اختلالات شخصیتی استفاده می‌شود. یانگ طرحواره‌های سازگار اولیه را الگوها یا ریشه‌های وسیع و فراگیری تعریف می‌کند که بر اساس خاطرات، احساسات و افکار فرد در مورد خودش و ارتباطش با دیگران ساخته شده‌اند.
به نظر می‌رسد که طرحواره‌ها در طول کودکی یا حتی بزرگسالی رشد می‌کنند و از آن جایی که به یک رفتار دفاعی منجر می‌شوند، ناکارآمد هستند.
نمونه‌هایی از طرحواره‌ها عبارتند از، طرد/بی‌ثباتی، بی‌اعتمادی/سواستفاده، محرومیت عاطفی و نقص/شرم.
طرحواره‌درمانی، رفتاردرمانی شناختی را با عناصر گشتالت‌درمانی، تئوری رابطهٔ اشیا و روان‌کاوی ترکیب می‌کند تا اختلالات شخصیتی نظیر اختلالات مرتبط با افسردگی یا اختلالات اضطراب‌محور را درمان کند.
یانگ معتقد بود که رفتاردرمانی شناختی، می‌تواند درمانی برای نشانه‌های بروزداده‌شدهٔ بیماری باشد، اما بدون منابع مفهومی و بالینی، احتمال اینکه بیمار به حالت درمان‌نشدهٔ قبلی برگردد زیاد است، چرا که زیرساخت‌های روانی وی که به‌طور مداوم تجربیات روزمرهٔ او را می‌سازند، درمان نشده‌اند.
تمرکز یانگ هنگام ایجاد طرحواره‌درمانی، بر روی استفادهٔ مساوی از انواع درمان‌ها بود. تفاوت بین رفتاردرمانی شناختی و طرحواره‌درمانی این است که دومی بر روی الگوهای مادام‌العمر، تکنیک‌های مؤثر تغییر و روابط درمانی تأکید می‌کند. او این درمان را برای بیمارانی با اختلالات روانی حاد توصیه می‌کند. برای مثال اختلالات خوردن و اختلالات شخصیتی از آن دسته هستند. همچنین او موفقیت‌های در زمینهٔ درمان افسردگی و سوء مصرف مواد مخدر نیز از این روش کسب کرده‌است.